# Il signore del tempo
Il signore del tempo è un romanzo di fantascienza del 1902 dello scrittore italiano Giuseppe Lipparini. Descrive l'immaginaria invenzione di un cronovisore e delle sue conseguenze. L'opera è spesso citata come uno dei testi precursori della fantascienza italiana.

## Storia editoriale

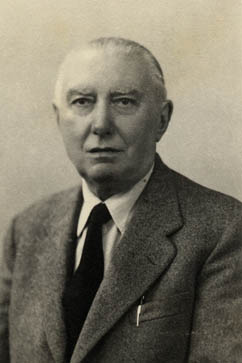
L'autore Giuseppe Lipparini

Il romanzo apparve a puntate sul quotidiano bolognese Il Resto del Carlino nel 1902, per essere pubblicato in volume dalla casa editrice Remo Sandron nel 1904.
L'opera è entrata nel pubblico dominio nel 2022 e in seguito ripubblicato come eBook.

## Trama
Il professor Antonio Schwarz, scienziato geniale e distratto membro dell'Accademia delle Scienze di Oppendorf, annuncia agli altri accademici la sua "fotografia del tempo", un'apparecchiatura nata da un errore chimico che impressiona sulle lastre scene del passato e del cosmo invisibili all'occhio umano. La scoperta scuote Oppendorf tra entusiasmi e timori: studenti goliardi, scienziati, militari e il reverendo Haupmann dibattono implicazioni etiche, mentre giornali laici e clericali se ne contendono l'interpretazione.
Circa un mese dopo, durante una proiezione pubblica, Schwarz mostra tre prove nell'ordine in cui le ha scoperte: un console romano, un re assiro e una creatura mostruosa, scatenando cori di "Gaudeamus" e accuse di satanismo. Ritiratosi nella sua villa-laboratorio, egli varia l'emulsione ottenendo immagini di epoche e mondi diversi: vescovi medievali, guerrieri preistorici, animali estinti, esseri extraterrestri. Martino Christ, assistente fedele, cataloga le lastre; Wolf/Ehwald, studente ambizioso, insegue gloria accademica e l'amore della figlia Margherita.
Le prediche di Haupmann infiammano la città: ronde di devoti pattugliano le strade, l'Università è scossa da satire goliardiche e da un sanguinoso duello all'alba fra Martino e Wolf/Ehwald, che ferisce gravemente quest'ultimo e costringe il primo alla fuga temporanea dai campus. La stampa, intanto, proclama Schwarz "Signore del Tempo".
Lo scienziato, però, scoprendo su una lastra la moglie Käthchen fra le braccia del maggiore Von Tampfen, comprende il pericolo di un sapere capace di violare ogni sfera privata. Decide allora di eliminare l'invenzione.
All'alba, con un mandato di sequestro, soldati e folla assediano la villa. Schwarz fa fuggire Martino con un taccuino, poi distrugge lastre e reagenti. Le fiamme, alimentate da sostanze volatili, provocano un'esplosione che devasta l'edificio, uccidendo il professore e disperdendo per sempre il suo segreto.
La città celebra un cupo funerale: il rettore Von Martini elogia l'ardore scientifico, Haupmann ammonisce sulla superbia, gli studenti depongono ghirlande. Martino, tornando sull'argine, getta gli appunti nel fiume per impedire che l'invenzione riemerga; Margherita osserva le rovine, consolata da Wolf/Ehwald.
Un giornale titola "Il signore del tempo perisce nel suo incendio". Il narratore conclude che, se ogni gesto lascia un'impronta nell'etere, un futuro scienziato potrebbe un giorno ritrovare la formula di Schwarz: l'umanità dovrà scegliere fra conoscenza assoluta e catastrofe.

## Personaggi
Antonio SchwarzProfessore di astronomia e inventore del cronoscopio.
Martino ChristGiovane assistente fedele del professore.
Margherita SchwarzFiglia del professore, preoccupata per i rischi dell'invenzione.
Wolf/EhwaldStudente ambizioso, amico di Margherita e rivale di Martino.
Reverendo HaupmannPastore protestante che guida l'opposizione religiosa.
Käthchen SchwarzMoglie del professore, il cui tradimento innesca la crisi finale.
Maggiore Von TampfenUfficiale di artiglieria, coinvolto nella relazione clandestina con Käthchen.

## Accoglienza e critica
L'opera è citata dalla critica come uno dei primi esempi di protofantascienza italiana. Alcuni commentatori ne evidenziano l'originalità dell'idea di una "fotografia del passato" e la riflessione etica sulle conseguenze della tecnologia.

## Edizioni
- Il signore del tempo, a puntate su Il Resto del Carlino, 1902.
- Il signore del tempo, Palermo, Remo Sandron, 1904, prima edizione in volume.[3]
- Il signore del tempo, iDobloni Edizioni, collana «Cartesiani», 2023, ISBN 9788894718232.
- Il signore del tempo, StreetLib, e‑book EPUB, EAN 9791222020549.